# 普法芬山
47°36′51″N 11°51′06″E / 47.61422°N 11.85168°E

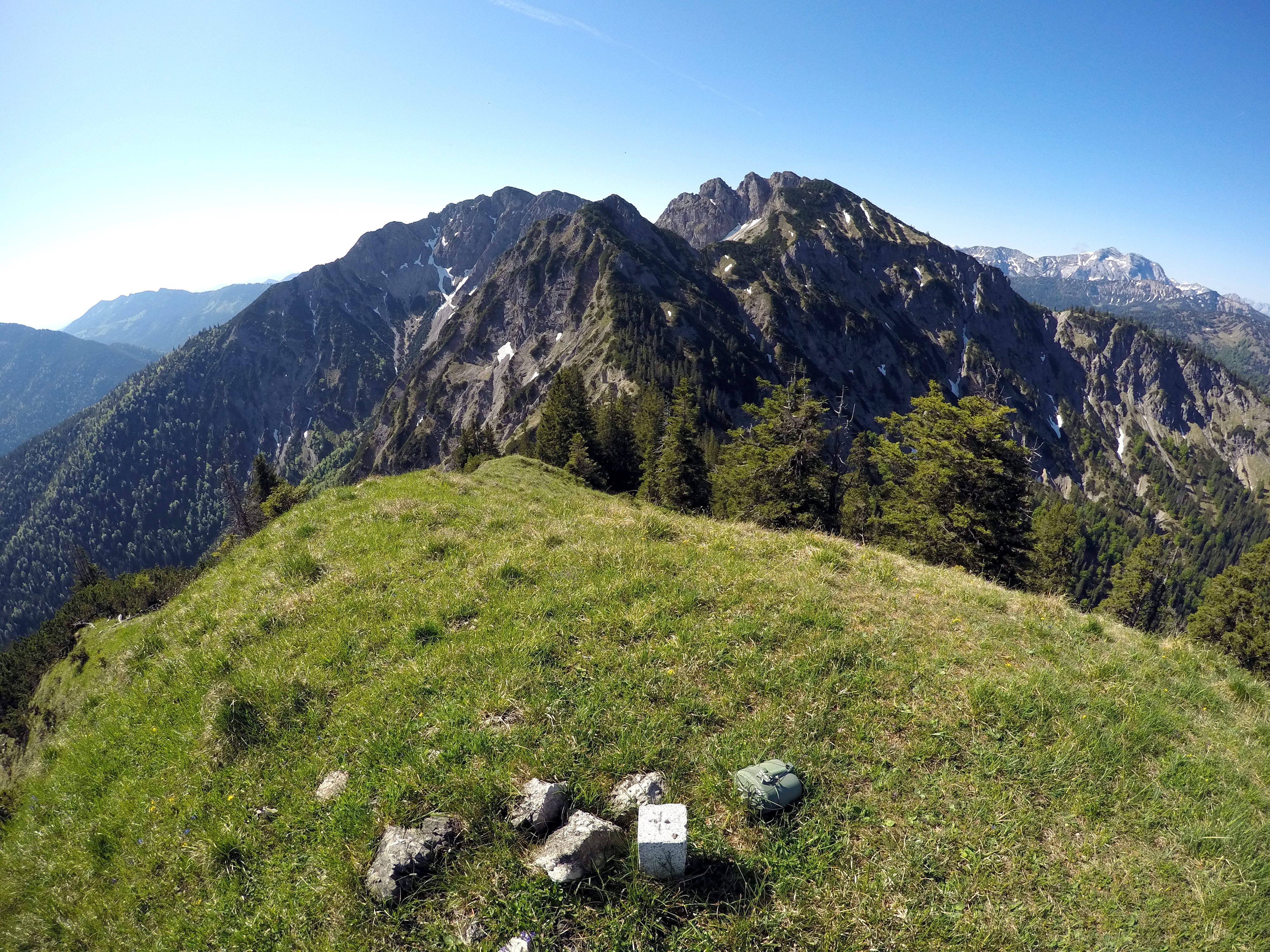

普法芬山（德語：Pfaffenkopf），是德國的山峰，位於該國東南部，由巴伐利亞負責管轄，屬於巴伐利亞前阿爾卑斯山脈的一部分，距離羅特科格爾山0.6公里，海拔高度1,620米。